# Timberville (Virginia)
Timberville es una localidad situada en el condado de Rockingham, Virginia  (Estados Unidos). Según el censo de 2010 tenía una población de 2.291 habitantes.

## Demografía
Según el censo del 2000, Timberville tenía 1.739 habitantes, 735 viviendas, y 465 familias. La densidad de población era de 1968,1 habitantes por km².
De las 751 viviendas en un 27,5%  vivían niños de menos de 18 años, en un 47,8%  vivían parejas casadas, en un 12% mujeres solteras, y en un 36,7% no eran unidades familiares. En el 32% de las viviendas  vivían personas solas el 17,6% de las cuales correspondía a personas de 65 años o más que vivían solas. El número medio de personas viviendo en cada vivienda era de 2,29 y el número medio de personas que vivían en cada familia era de 2,89.
Por edades la población se repartía de la siguiente manera: un 22% tenía menos de 18 años, un 7,2% entre 18 y 24, un 27,9% entre 25 y 44, un 21,6% de 45 a 60 y un 21,3% 65 años o más.
La edad media era de 40 años. Por cada 100 mujeres de 18 o más años  había 86,2 hombres.
La renta media por vivienda era de 33.750$ y la renta media por familia de 41.417$. Los hombres tenían una renta media de 27.230$ mientras que las mujeres 19.099$. La renta per cápita de la población era de 16.450$. En torno al 7,2% de las familias y el 10,9% de la población estaban por debajo del umbral de pobreza.

## Localidades adyacentes
El siguiente diagrama muestra a las localidades más próximas a Timberville.